# Slaget om Budapest
Slaget om Budapest omhandler kampe om Budapest i perioden fra 7. november 1944 til 13. februar 1945 mellem Den Røde Hær og ungarske tropper.
Den røde hærs offensiv mod Budapest startede 29. oktober 1944 og bestod af ca. 1.000.000 mand.
Den 7. november gjorde de første sovjetiske tropper deres indtog i forstæderne, og hermed startede selve slaget om byen. Den 26. november blev byen totalt omringet.
Ca. 70.000 ungarske og tyske tropper var fanget i byen sammen med godt 800.000 civile(1).
Den røde hærs offensiv igennem Pest gik relativt let idet forsvarerne trak sig tilbage til Budas mere bakkede terræn, som gjorde forsvaret nemmere og indskrænkede den samlede frontlinje.

## Slaget

### Operation Konrad (begyndelse af januar 1945)
Den 1. januar indledte tyskerne en tredelt offensiv med det formål at bryde belejringen.
Konrad 1: 1. til 12. januar.

4. SS Panzerkorps(2) angreb byen fra nord, men den 12. blev angrebet stoppet 20 km fra byen.
Konrad 2: 7. januar.

4. SS Panzerkorps prøver at erobre Budapest lufthavn. Det mislykkedes.
Konrad 3: 17. januar til 20. januar.

4. SS Panzerkorps og 3. Panzerkorps angriber fra syd i et forsøg på at omringe 10 russiske divisioner, også det mislykkedes.
4. SS Panzerkorps havde under Konrad 1-3 mistet over 7 000 mand.

### Den anden tyske offensiv
Den 20. januar 1945 indledte tyske tropper deres anden større offensiv, denne gang syd for byen, sprængte et 20 km bredt hul i den sovjetiske linje og videre til Donau, truende de sovjetiske forsyningslinjer.
Stalin beordrede sine tropper til at holde deres stillinger for enhver pris, og to armékorps, der blev sendt til angreb mod Budapest, blev hastigt flyttet til syd for byen for at imødegå den tyske offensiv. Ikke desto mindre var de tyske tropper, der opholdt sig mindre end 20 km fra byen, ude af stand til at opretholde stillingen på grund af træthed og forsyningsproblemer. Budapests forsvarere bad om tilladelse til at forlade byen og undslippe omringning. Hitler afslog.
Den 28. januar 1945 kunne de tyske tropper ikke længere fastholde positionen og blev tvunget til at trække sig tilbage. Budapests forsvareres skæbne var beseglet.
Efter at de belejrede havde trukket sig tilbage til Buda, ændrede kampene i byen karakter, og den røde hær befandt sig i en situation, der mindede meget om den, tyskerne havde befundet sig i under slaget om Stalingrad.
Buda er opført på et bakket terræn, og mange af husene var store villaer med tilhørende haver. Hver villa blev omdannet til en lille fæstning, som var meget svær at komme tæt på uden voldsomme tab.
Der blev gjort udstrakt brug af snigskytter fra tysk side. Selv kloakkerne blev taget i brug, og her herskede der meget bitre nærkampe.
Den 5. februar var der over 11.000 sårede i den tyske lomme, hvilket var flere, end der var kamptropper, og det var nu, at de ungarske tropper begyndte at desertere i stor stil.

### Den tredje tyske offensiv, (udbrud og overgivelse)
Den 11. februar indtog den røde hær Gellért højen(3), som havde været hjørnestenen i det tyske forsvar og var nu i stand til at dominere hele byen med sit artilleri. Den nat under dække af tæt tåge rykkede 28.000 tyske og ungarske soldater ned fra højen i 3 bølger. i hver bølge befandt der sig tusindvis af civile.
Den første bølge, der overraskede russerne, slap igennem. De to næste bølger blev beskudt med artilleri.
På trods af de voldsomme tab lykkedes det for godt 5.000 at undslippe til et højtliggende skovområde nordvest for byen, blandt dem ca 700 tyskere.
De resterende tyske og ungarske soldater samt mange civile var nu presset ind på et kun 2 km2 stort område og manglede stort set alle former for forsyninger.
De resterende tysk-ungarske tropper overgav sig den 13. februar 1945. Budapest lå i ruiner med mere end 80% af bygningerne ødelagt eller beskadiget, med historiske bygninger som den ungarske parlamentsbygning og slottet blandt dem. Alle fem broer, der spænder over Donau, var ødelagt.

### Udryddelse af jøder
Under hele belejringen havde de ungarske pilekorsenheder travlt med at dræbe de sidste jøder, som befandt sig i byen, begå overgreb mod krigsfanger samt forfølge andre fjender af det nazi-venlige regime.

### Tabstal
Den Røde hærs tab løb op i 80.026 døde og savnede, 240.056 sårede og syge.
Tyske og ungarske tab løb op i 99.000-150.000 døde, sårede og tilfangetagne.
Ifølge Krisztian Ungvary døde 38.000 civile under kampene, deraf omkring 13.000 som følge af de militære aktioner, 25.000 af sult, sygdom og andre årsager.
Under og efter slaget var voldtægt af kvinder udbredt. Der spekuleres i, at mellem 5.000 og 200.000 blev voldtaget af den røde hær og deres rumænske allierede i Budapest. Desuden blev samtlige sårede, som faldt i rumænske eller russiske hænder, slået ihjel på stedet.

### Styrker der deltog i slaget
Budapest Garnisonen den 26. december 1944
1. Korps (Ungarske enheder)
- 10. Infanteridivision
- 12. Infanteridivision
- 1. Panserdivision (elementer)
- Husardivisionen (elementer)
- Kampgruppe Billnitzer (resterne af 4 StuG Bataljon)
- 1. Faldskærmsbataljon
- Vagtbataljon Budapest
- 3. Ingeniørbataljon
- 5. Gendarmeribataljon
- Budapests luftværnsenheder
- Den Kongelige Livgarde, 1. Bataljon
- Budapest universitets Stormbataljon
- Pilekors enheder(1 000 – 1 500 mand)
- Budapest politi

9. SS-Gebirgs-Korps
- 8. SS-Kavallerie-Division
- 22. SS-Kavallerie-Division
- 13. Panzerdivision
- 60. Panzergrenadier-Division Feldherrnhalle
- 271. Infanteridivision
- Flaksturmregiment Nr 12
- 4. SS-Polizei-Regiment
- 4 infanteribataljoner (ad hoc enheder)

4. SS Panserkorps
1. januar:
- SS Totenkopf (66%)
- SS Wiking (32%)
- 96. Infanteridivision (43%)
- 711. Infanteridivision
- SS Brig Ney

17.januar:
- SS Totenkopf
- SS Wiking
- 1. Panzerdivision
- 3. Panzerdivision
- 509. Panzerbataljon
- I./24. Panzerregiment
- 1335. StuG Bataljon
- 219. St-Panzerbataljon
- V.A.K. 403
- V.Wer.Br. 17.

21. januar:
- SS Totenkopf
- SS Wiking
- 1. Panzerdivision
- 3. Panzerdivision
- 509. Panzerbataljon
- I./24. Panzerregiment
- 1335. StuG Bataljon
- 219. St-Pz Panzerbataljon
- V.A.K. 403
- V.Wer.Br. 17
- 25. ungarske Infanteridivision